# Toa Baja
Toa Baja es un municipio situado en el área norte del Estado Libre Asociado de Puerto Rico, con una población de 89.609 habitantes (2010) y se considera parte del Área Metropolitana, en conjunto con San Juan, Bayamón, Guaynabo, Cataño, Carolina y Trujillo Alto. En la Isla de Cabras (isleta toabajeña en la bahía de San Juan) se encuentra el Fortín San Juan de la Cruz, fuerte costero del siglo XVII que es parte del Sitio Histórico Nacional de San Juan (Patrimonio de la Humanidad).

## Geografía y límites
Limita con Bayamón por el este, con Dorado por el oeste, con Toa Alta por el sur y con el Océano Atlántico por el norte. Está regado por los ríos La Plata, Cocal y Hondo.

## Historia
El nombre de este municipio proviene del vocablo taíno "toa" que quiere decir “madre” y era el nombre original del río La Plata (el más extenso de Puerto Rico), mientras que la palabra “baja” alude a las grandes extensiones de tierras llanas que caracterizan al territorio de Toa Baja.
El territorio de lo que hoy es Toa Baja pertenecía a la región taína de Toa y Bayamón, estos yucayeques fueron liderados por los caciques Aramana y Majagua respectivamente.
Fundación del Municipio de Toa Baja
En el 1745, se reconoce tradicionalmente como el año de fundación de Toa Baja. En el 1824, cuando el gobernador Miguel de la Torre visitó Toa Baja y cuestionó sobre su acta de fundación, todos dijeron que no existía. En el 1825, el alcalde Florencio Areyzaga, le notificaba al gobernador:
Su Fundación
En el año de 1745, a representación hecha por D. Tomás Dávila, juez del pueblo. A nombre de los vecinos pidió la pila bautismal, que se le concedió en el mismo año, según consta en los libros parroquiales, empiezan a correr la partidas en el año de mil setecientos cuarenta y nueve. El reconocimiento legal de la fundación de un pueblo tradicionalmente se hacía cuando se fundaba allí la iglesia católica y en torno a ella el poblado. Una vez fundado el pueblo o partido como se le llamaba antiguamente, los tenientes a guerra eran los representantes del poder gubernamental en los pueblos, luego lo serán los alcaldes. A partir del 1745, probablemente los alcaldes de la Santa Hermandad para el Toa, también lo fueron para Toa Baja específicamente. Originalmente eran parte de la zona de Toa Baja los que serían los municipios de Toa Alta, a partir del 1751, de Vega Alta en 1775, y de Dorado, que se deslinda en el 1842. Todavía en el 1765 las autoridades españolas se refieren a Toa Baja como aldehuela, con el nombre de Ribera de Toa Baja. No obstante, ya para fines del siglo XVI, Toa Baja cuenta con una creciente actividad agrícola y ganadera. Y “al comenzar el siglo 17 la vieja Ribera del Toa se había establecido un verdadero centro urbano”. Para el 1788, la población de Toa Baja ascendía a 414 familias con 2,203 miembros. En el pueblo sólo había cinco familias junto a la iglesia, una de las más antiguas de Puerto Rico. Mucha riqueza agrícola, pero poco comercio y desarrollo urbano caracterizan la historia de Toa Baja, desde la antigüedad hasta la década del 1970 aproximadamente. El río Toa (La Plata) que tanto interés genera desde el período de la conquista y colonización española ha sido el mismo que ha matizado todo el desarrollo toabajeño con las grandes corrientes de agua y las inundaciones que ha traído consigo. Las primeras familias en establecerse en la Ribera del Toa procedieron de las Islas Canarias. Los apellidos Marrero, Salgado y Martínez son los más frecuentes entre los primeros habitantes 

### La industria azucarera

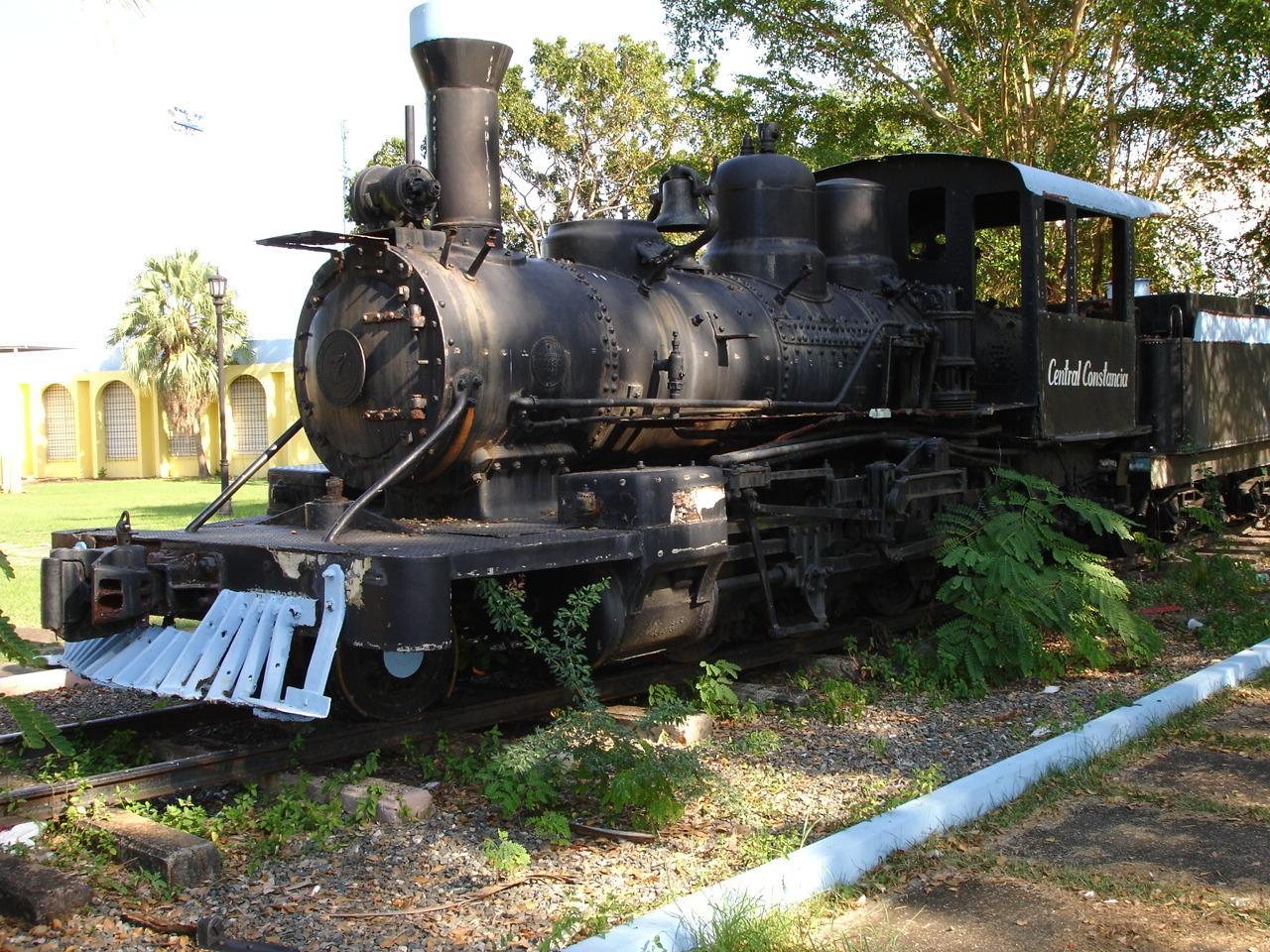
Locomotora de la Central Azucarera Constancia de Toa Baja

La región del Toa, donde está localizado el actual municipio de Toa Baja, fue una de las primeras regiones conocidas y exploradas por los descubridores españoles en la Isla de Puerto Rico. El desarrollo de la industria azucarera en la región a mediados del siglo XIX, contribuyó notablemente en el desarrollo y fortalecimiento económico del litoral hasta mediados del siglo XX.
Una de las haciendas de mayor relevancia en la economía local del pueblo de Toa Baja a fines del siglo XIX fue la central azucarera llamada Constancia. Está situada al norte del pueblo en la salida hacia Dorado y a orillas del Río de la Plata. Esta hacienda, propiedad en 1857 de los catalanes Gerardo Soler Macaya, Juan Vias Paloma y Manuel Massó Ballester, se dedicaba a la siembra y molienda de la caña. En 1891 la hacienda se transformó en central azucarera y estuvo operativa hasta 1962. Actualmente, fue demolida para construir una farmacia reconocida llamada CVS.

## Subdivisiones
Toa Baja está compuesto por diferentes barrios y sectores:

### Barrios
- Candelaria
- Media Luna
- Palo Seco
- Sabana Seca
- Toa Baja Pueblo
- Ingenio
- Campanilla

### Sectores
- Macún
- Lapra 1
- Lapra 2
- Villa Olga
- Capitán
- Villa Calma
- Monserratte
- Toa Ville

### Levittown
Levittown es una urbanización que se ha querido convertir en pueblo, pero no se ha logrado. Tanto es así en que mudaron la Casa Alcaldía del pueblo a Sabana Seca que es el barrio donde queda ubicado el sector que se conoce como Levittown. Se inauguró el 18 de octubre de 1996. Esta construcción está valorada en 9,8 millones de dólares. Y sus fondos vienen de préstamo, “Empréstito” del Banco de Gubernamental de Fomento. En este Centro están la mayoría de las dependencias del Gobierno Municipal.

## Organización política
- Municipio Autónomo.
- Distrito Senatorial: Bayamon
- Senadores: Migdalia Padilla Alvello y Carmelo J. Ríos Santiago
- Distrito Representativo: #10
- Representante: Pedro Julio Santiago (Pelle)
- Alcalde: Bernardo (Betito) Márquez

## Gobierno y administración
| Elección | Alcalde | Alcalde                          | Partido                  | Escaños por partido | Escaños por partido | Escaños por partido | Escaños por partido | Total  | Fuente |
| -------- | ------- | -------------------------------- | ------------------------ | ------------------- | ------------------- | ------------------- | ------------------- | ------ | ------ |
| Elección | Alcalde | Alcalde                          | Partido                  | MVC                 | PIP                 | PPD                 | PNP                 | Total  | Fuente |
| 1960     |         | Anacleto Ortiz Santana           | PPD                      |                     | 1                   | 9                   | 2                   | 12     | [ 4 ]  |
| 1964     |         | Anacleto Ortiz Santana           | PPD                      | 1                   | 9                   | 2                   | [ 5 ]               | 12     |        |
| 1968     |         | Tomas Rijos Oquendo              | PNP                      | 1                   | 2                   | 9                   | [ 6 ]               | 12     |        |
| 1972     |         | Ramón Ibáñez Ortega              | PPD                      | 1                   | 13                  | 2                   | 16                  | [ 7 ]  |        |
| 1976     |         | Juan "Picolino" Hernández Ferrer | PNP                      | 1                   | 2                   | 13                  | 16                  | [ 8 ]  |        |
| 1980     | 1       | Juan "Picolino" Hernández Ferrer | PNP                      | 2                   | 13                  | [ 9 ]               | 16                  |        |        |
| 1984     |         | Víctor M. Soto Santiago          | PNP                      | 1                   | 13                  | 2                   | 16                  | [ 10 ] |        |
| 1988     | 1       | Víctor M. Soto Santiago          | PNP                      | 3                   | 12                  | [ 11 ]              | 16                  |        |        |
| 1992     | 1       | Víctor M. Soto Santiago          | PNP                      | 2                   | 13                  | [ 12 ]              | 16                  |        |        |
| 1996     | 1       | Víctor M. Soto Santiago          | PNP                      | 2                   | 13                  | [ 13 ]              | 16                  |        |        |
| 2000     |         | Víctor J. Santiago Díaz          | PPD                      | 1                   | 13                  | 2                   | 16                  | [ 14 ] |        |
| 2004     |         | Aníbal Vega Borges (hasta 2016)  | PNP                      | 1                   | 2                   | 13                  | 16                  | [ 15 ] |        |
| 2008     | 1       | Aníbal Vega Borges (hasta 2016)  | PNP                      | 2                   | 13                  | [ 16 ]              | 16                  |        |        |
| 2012     | 1       | Aníbal Vega Borges (hasta 2016)  | PNP                      | 2                   | 13                  | [ 17 ]              | 16                  |        |        |
| 2012     | 1       |                                  | Jorge Ortiz (desde 2016) | 2                   | 13                  | PNP                 | 16                  |        |        |
| 2016     |         | Bernardo Márquez García          | PNP                      | 1                   | 2                   | 13                  | 16                  | [ 18 ] |        |
| 2020     | 1       | Bernardo Márquez García          | PNP                      |                     | 2                   | 13                  | 16                  | [ 19 ] |        |

## Transporte
Toa Baja se encuentra aproximadamente 25 minutos de San Juan en automóvil, sin embargo, puede tomar hasta 90 minutos en hora punta. El camino principal a la ciudad es la autopista José de Diego (PR-22) y la carretera # 165.
Un nuevo sistema de autobús de tránsito rápido llamado Metro Urbano opera en el centro de la autopista José de Diego en carriles para vehículos de alta ocupación (VAO) desde Candelaria en Toa Baja a la estación de Bayamón del Tren Urbano.

## Festividad
Su fiesta se celebra el 29 de junio en honor de san Pedro y San Pablo.

## Patrimonio
- La Isla de Cabras
- Balneario Punta Salinas
- Parroquia San Pedro Apóstol
- Hacienda Santa Helena
- El leprocomio
- La vega la Plata
- Las Islas Hermanas
- La ermita de la Candelaria
- La Plaza pública
- El Fortín "El Cañuelo"

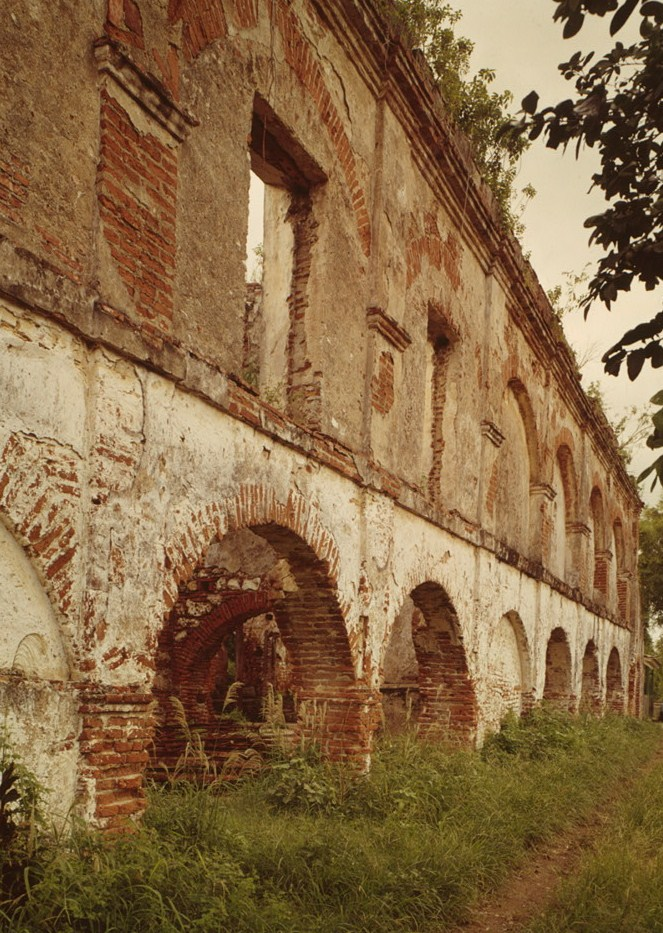
Ruinas del ingenio azucarero de la Hacienda Santa Elena

- La Casa Alcaldía (o Casa del Rey).